# Megaselia macrochaeta
Megaselia macrochaeta är en tvåvingeart som först beskrevs av Malloch 1912.  Megaselia macrochaeta ingår i släktet Megaselia och familjen puckelflugor.
Artens utbredningsområde är Puerto Rico. Inga underarter finns listade i Catalogue of Life.